# 유회읍
유회읍(劉會邑, ? ~ ?)은 전한 말기 ~ 후한 초기의 제후로, 창읍왕 유하의 증손이다.

## 행적
아버지 유보세의 뒤를 이어 해혼후(海昏侯)에 봉해졌으나, 전한이 멸망하여 작위가 박탈되었다.
후한 건무 연간, 다시 해혼후에 봉해졌다. 유회읍은 반고가 《한서》를 집필할 때에도 작위를 유지하고 있었다.

## 출전
- 반고, 《한서》 권15하 왕자후표 下·권63 무오자전

| 선대 아버지 해혼원후 유보세 | 전한의 해혼후 ? ~ 8년 | 후대 (전한 멸망) |

| 선대 (첫 봉건) | 후한의 해혼후 (건무 연간) | 후대 (불명) |